# Zuco 103
Zuco 103 è il nome di un gruppo musicale olandese, i cui album combinano elettropop, samba e bossa nova.

## Storia
La formazione, che registra i suoi album nei Paesi Bassi, è composta da tre membri di nazionalità differente: la brasiliana Lilian Vieira, l'olandese Stefan Kruger e il tedesco Stefan Schmid, conosciutisi ad Amsterdam nel 1998. L'anno successivo è uscito il loro disco d'esordio, Outro Lado, con il quale hanno poi vinto il premio Heineken Crossover Award nel 2000.
Nel 2002 è stato pubblicato l'album Tales of high fever, contenente tra l'altro una cover di Jorge Benjor, Bebete vamos embora. Il gruppo in seguito ha inciso altre cover come Maracatu atômico composta da Jorge Mautner e Nélson Jacobina, e Zazueira, sempre di Jorge Benjor, in un cd di Riovolt.
Il loro disco del 2005, Whaa!, ha raggiunto la posizione numero 11 nelle U.S. Billboard World Music Charts.

## Discografia

### Album
- Outro Lado (1999)
- Tales Of High Fever (2002)
- One Down, One Up (2003)
- Whaa (2005)
- After The Carnaval (2008)
- Etno Chic (2016)

### Compilations
- The Other Side Of Outro Lado (2001)
- Retouched! After The Carnaval Remixes (2009)

### EP
- Apocalypso (2015)